# Рышково (Курский район)
Ры́шково — село в Курском районе Курской области. Административный центр Рышковского сельсовета.

## География
Село находится в бассейне Сейма (левый приток Десны), в 87 км от российско-украинской границы, у южной границы города Курска.
Улицы
В селе улицы: проезд 1-й Школьный, 1-я Соловьевка, проезд 2-й Школьный, 2-я Соловьевка, 3-я Соловьевка, Гаражная, Заречная, Луговая, Пансионат имени Черняховского, Полевая, Солнечная, Тенистая, Центральная и Школьная.
Климат
Рышково, как и весь район, расположено в поясе умеренно континентального климата с тёплым летом и относительно тёплой зимой (Dfb в классификации Кёппена).
| Показатель                                                                      | Янв. | Фев. | Март | Апр. | Май  | Июнь | Июль | Авг. | Сен. | Окт. | Нояб. | Дек. | Год  |
| ------------------------------------------------------------------------------- | ---- | ---- | ---- | ---- | ---- | ---- | ---- | ---- | ---- | ---- | ----- | ---- | ---- |
| Средний суточный максимум, °C                                                   | −4,2 | −3,2 | 2,7  | 13   | 19,4 | 22,7 | 25,4 | 24,7 | 18,2 | 10,5 | 3,3   | −1,2 | 10,9 |
| Средняя температура, °C                                                         | −6,2 | −5,7 | −0,9 | 8,2  | 14,8 | 18,4 | 21   | 20,1 | 14   | 7,2  | 1,1   | −3,2 | 7,4  |
| Средний суточный минимум, °C                                                    | −8,8 | −8,8 | −5   | 2,7  | 9,1  | 13,1 | 15,9 | 14,9 | 9,7  | 3,9  | −1,3  | −5,4 | 3,3  |
| Норма осадков, мм                                                               | 51   | 44   | 47   | 50   | 60   | 68   | 70   | 55   | 59   | 59   | 46    | 48   | 657  |
| Источник: Погода по месяцам c ru.climate-data.org(дата обращения: Декабрь 2021) |      |      |      |      |      |      |      |      |      |      |       |      |      |

Часовой пояс
Село Рышково, как и вся Курская область, находится в часовой зоне МСК (московское время). Смещение применяемого времени относительно UTC составляет +3:00.

## История
Упоминается в 1786 году вместе с соседним селом как Рыжково, Зорино тожъ. Судя по тому, что местная церковь Дмитрия Солунского (не сохранилась) была построена в 1746 году, село уже существовало до этой даты. Кроме этого существовало одноименное село Рыжково на противоположной стороне Сейма.
В период существования в России волостного деления являлось центром Рышковской волости Курского уезда в которую входили: деревня Панино (ныне входит в Панинский сельсовет Медвенского района), хутор Смороденный (1-е Андреевское), деревня Шатовка (ныне входит в Амосовский сельсовет Медвенского района), деревня Ворошнева, деревня Рассыльная (ныне входят в состав Ворошневского сельсовета), село Рышково, село Зорино, село Голубицкое, хутор Кислинский (ныне входят в Рышковский сельсовет), деревня Екатериновка, деревня Александровка, село 1-е Цветово, деревня Кукуевка, деревня Новопоселенная  (ныне входят в Новопоселеновский сельсовет), деревня  1-я Безлесная, деревня 2-я Безлесная, деревня Толмачева, село 1-е Букреево, деревня 2-е Букреево, село 1-е Лебяжье, село 2-е Лебяжье, хутор Петрин  (Зорино-1) (ныне входят в Лебяженский сельсовет), село 2-е Цветово, село 3-е Цветово, деревня Дворецкая Поляна, село 4-е Цветово, село Нижнее Гуторово, деревня 1-я Ламонова, деревня 2-я Ламонова (ныне входят в черту города Курска).
Решением Курского горисполкома от 12 июня 1972 года на основании Указа Президиума Верховного Совета РСФСР от 25 мая 1972 года в городскую черту Курска была включена западная часть села Рышково.
Ныне является центром сельсовета, в который входят: село Рышково, деревня Зорино, деревня Голубицкое, хутор Кислино. 
В 2009 году в Рышково было найдено 3000-летнее захоронение.

## Население
| 2002 | 2010  |
| ---- | ----- |
| 1463 | ↘1216 |

## Инфраструктура
Личное подсобное хозяйство. В селе 471 дом.

## Транспорт
Рышково находится на автодороге регионального значения 38К-015 (Курск — Зорино — Толмачёво), в 3 км от ближайшей ж/д станции Рышково (линия Льгов I — Курск).
На территории села располагается одноимённый аэродром Рышково, использующийся Курским аэроклубом ДОСААФ и частной малой авиацией. В 1992 году на аэродром перебазировался 178-й отдельный вертолётный полк 16-й воздушной армии, выведенный из города Штендаль в ГДР. Позднее он был реорганизован 214-ю отдельную вертолётную эскадрилью, расформированную в 1998—2001 годах.
В 115 км от аэропорта имени В. Г. Шухова (недалеко от Белгорода).

## Известные люди
В селе родился епископ Русской православной церкви Рафаил (Гумилевский).